# ВЯ
ВЯ (Волков-Ярцев) — советская авиационная пушка калибра 23 мм.

## Разработка
Пушка ВЯ была создана в 1940 году в ЦКБ-14 конструкторами А. А. Волковым и С. А. Ярцевым как средство борьбы с защищёнными наземными целями специально для создававшегося тогда же штурмовика Ил-2. Её прототип назывался ТКБ-201. Ввиду отсутствия готового Ила, первые испытания пушка прошла на закупленном в Германии истребителе-бомбардировщике Мессершмит Bf.110. Испытания на Ил-2 были проведены в 1941 году, после этого пушка была принята на вооружение советских ВВС под именем ВЯ, всего их было произведено 64 655 штук.

## Особенности
ВЯ представляло собой довольно тяжёлое (66 кг) и большое (длина 2,15 м) орудие. Действие автоматики было основано на использовании энергии пороховых газов, отводимых из канала ствола. Осколочное действие снаряда пушки ВЯ было в два раза больше, чем у пушки ШВАК. Пушка обладала высокой скорострельностью для своего калибра (9 — 11 выстрелов в секунду) и разгоняла снаряд весом 200 граммов (10 граммов взрывчатого вещества и 6 граммов зажигательного) до скорости 900 м/с. Высокая скорость обеспечивала значительную прицельную дальность стрельбы. Боекомплект пушки состоял из 150 патронов. К недостаткам пушки следует отнести сильную отдачу и очень резкую перезарядку, что уменьшало срок службы орудия и нередко создавало помехи.

## Применение
Пушки ВЯ размещались симметрично в крыльях штурмовика Ил-2. Осколочный и осколочно-трассирующий снаряды были довольно эффективны против пехоты и легкой техники противника.
Бронебойно-зажигательный снаряд пушки пробивал на расстоянии 400 метров 25-мм броню. Это позволяло использовать ВЯ для борьбы с лёгкими, а в случае попадания в верхнюю броню — и со средними танками. Однако в реальности с этим возникали большие сложности: во-первых, сложность попадания в танк с самолёта. При испытании без противодействия противника на полигоне НИИ ВВС «3 лётчика штурмового полка, имевшие боевой опыт, смогли добиться всего 9 попаданий в танк при общем расходе в 300 снарядов к пушкам ШВАК и 1200 патронов к пулемётам ШКАС». Ил-2 управлялся одним человеком, которого от прицеливания всегда отвлекала необходимость управлять самолётом. Вторая сложность возникала с тем, что при пикировании под углом 10—20 градусов снаряды почти всегда давали рикошет. При пикировании под бо́льшими углами снаряды не рикошетили, но до столкновения с землёй у лётчика было в распоряжении всего несколько секунд, за которые надо было прицелиться, открыть огонь и начать выход из пикирования, что требовало исключительно высокой квалификации лётчика. Тем не менее, пушка серьёзно повысила эффективность советской авиации в борьбе с бронетехникой противника, хотя реальная эффективность пушки была ниже ожидаемой.
После снятия с вооружения ВЯ нашла своё применение в практике обучения экипажей танков стрельбе из пушек (так называемые вкладные пушки). В 1950—1960-х годах 23-мм вкладные стволы от ВЯ использовались для обучения танкистов стрельбе из 115 мм пушки на танках Т-55 и Т-62.
В танковых частях Забайкальского военного округа вкладные стволы ВЯ использовались до 1987 года, когда на смену им пришли стволы 2х32.

## Тактико-технические характеристики
- Тип оружия: одноствольная автоматическая пушка
- Калибр: 23х152 мм
- Принцип действия: отвод пороховых газов
- Длина пушки: 2150 мм
- Длина ствола: 1660 мм
- Длина нарезной части ствола: 1492 мм
- Масса пушки: 66 кг
- Темп стрельбы: 550—650 выстрелов/мин
- Начальная скорость снаряда: 905—920 м/с
- Дульная энергия: 80,4 кДж
- Масса секундного залпа: 2 кг
- Боеприпасы
  - БЗ патрон с бронебойно-зажигательным снарядом массой 198 г. Бронепробитие 25 мм брони/ 400 м
  - ОЗ патрон с осколочно-зажигательным снарядом массой 198 г
  - ОЗТ патрон с осколочно-зажигательно-трассирующим снарядом массой 190 г

- Всего произведено: 64655 шт.
- Применялось на самолётах: Ил-2, Ил-10.